# Neofit Rilski

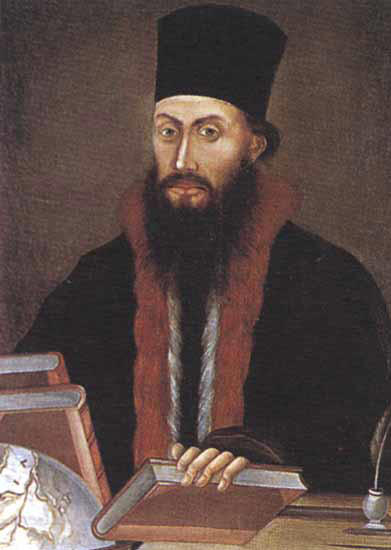
Neofit Rilski (1838): Porträt von Sachari Sograf (1810–1853), Bulgarische Nationalgalerie, Sofia

Neofit Rilski (bulgarisch Неофит Рилски), geboren als Nikola Poppetrow Benin (bulgarisch Никола Поппетров Бенин; * 1793 in Bansko, damals Osmanisches Reich; † 4. Januar 1881 im Kloster Rila, Bulgarien) war ein bulgarischer Geistlicher, Aufklärer der Bulgarischen Nationalen Wiedergeburt und Aktivist im Kampf für eine unabhängige bulgarische Kirche. In der Slawistik ist Rilski durch die erste bulgarische Grammatik der Neuzeit (1835) bekannt.
Rilski hatte eine theologische Ausbildung genossen, wie der Großteil der bulgarischen Intelligenz zu dieser Zeit, welche ihre Pflichten mit der Lehrpraxis verbanden und entscheidend zur Verbreitung des bulgarischen Bildungswesens beitrugen. Sie waren diejenigen, die sich intensiv um den Zustrom von Büchern aus dem Ausland kümmerten. Außerdem unterstützten sie heimische Autoren und Übersetzer und halfen bei der Gründung weltlicher Schulen mit. So konnte während der osmanischen Herrschaft die bulgarische Kirche eine wichtige gesellschaftliche und politische Rolle einnehmen.
Heute tragen mehrere Bildungseinrichtungen und Orte in Bulgarien seinen Namen, darunter die Süd-West-Universität in Blagoewgrad.

## Biographie

### Familie und Kindheit
Nikola Benin wurde in der makedonischen Stadt Bansko, einem der Zentren der bulgarischen Wiedergeburt im Osmanischen Reich, geboren. Sein Vater, Petăr Benin war Priester (Pope) und Lehrer in der Stadt. Im gehörte auch die bulgarische Schule (siehe Zellenschule). Der Vatersname von Nikola Benin war Petrow, nach dem Vornamen seines Vaters. Da sein Vater jedoch Pope war, wurde der Vatersname zu Poppetrow (Pop Petrow).
Einige bulgarische Etymologen bringen den Namen der Stadt Bansko und somit die Familiennamen Banow (Plural: Banowi), Benin (Plural: Benini) mit dem mittelalterlichen bulgarischen Adelstitel „Ban“ in Verbindung. So könnten die Familienmitglieder der Familie Benin Nachfahren einer Adelsfamilie sein. Belegt ist, dass es nach der Wiederherstellung des serbischen Fürstentums (1804) am königlichen Hof zwei Vertreter der Benin-Familie gab: Marko Teodorovič und Michail German, späterer Botschafter Serbiens im Osmanischen Reich. Marko Teodorovič war seinerseits Kaufmann in Wien und publizierte 1792 als „Bulgare aus der Raslog-Region“ (bulg. „бугара, родом из Разлога“) eine Fibel, bekannt als die „Fibel von Marko Teodorovič“ (bulg. „Буквар на Марко Теодорович“). Die Mutter von Nikola, Ekaterina, stammte ebenfalls aus einer wohlhabenden Familie, die Handel mit Baumwolle aus Drama und Serres betrieb, die nach Serbien und Österreich verkauft wurde.

### Leben als Mönch
1808 kam Nikola Benin ins Rilakloster um beim Gründer der Malschule von Bansko Toma Wischanow–Molera (Moler, vom deutschen Maler), der in Wien studiert hatte, die Malerei zu erlernen. 1811 wurde Nikola Benin jedoch vom Jerotej, Igumen (Abt) des Klosters, zum Priester geweiht und nahm den Namen Neofit an. Als Priester des Rilaklosters, wo er einen großen Teil seines Lebens verbrachte, bekam er den Beinamen Rilski (aus dem bulg. Рилски, zu dt. „von Rila“), das heißt Neophyt vom Rila-Kloster.
In dieser Zeit erlernte Neofit die Kirchenslawische Sprache. 1818 wurde er in Pirot vom griechischen Metropoliten von Sofia zum Priestermönch geweiht. Auf seiner Heimreise lernte er einen jungen Lehrer kennen – einen Griechen aus Thessaloniki, der ebenfalls Kirchenslawisch beherrschte. Er nahm den jungen Griechen mit in das Rilakloster und machte ihn zum Sekretär des Klosters. Als Sekretär half er bei der Erledigung der Korrespondenz mit dem griechisch-ökumenischen Patriarchat in Konstantinopel und mit den umliegenden griechischen Bischöfen. Der junge Lehrer unterrichtete in der Klosterschule auch Griechisch. Er verließ das Kloster 1821, um sich am griechischen Aufstand zu beteiligen. Um seine griechischen Studien zu vertiefen, ging Neofit Rilski nach Melnik, einer Hochburg des Hellenismus, in die damals bekannte hellenistische Schule des Lehrers Adam aus Mezowo. Dort blieb Neofit von 1822 bis 1826 und wurde, wie er später in seiner Autobiografie vermerkte, ein guter Hellenist.

### Als Lehrer auf Wanderschaft
Nach dem Abschluss der hellenischen Schule kehrte Neofit ins Rila-Kloster zurück, wo er von Ignatij, Bischof von Samokow, eingeladen wurde an der dortigen Klosterschule als Lehrer zu unterrichten. Samokow war zu dieser Zeit ein Ort berühmter Ikonen- und Freskenmaler (siehe Kunstschule von Samokow) und bot Neofit ein theologisches Umfeld. In seiner pädagogischen Arbeit war Neofit Rilski, wie Neofit Bozweli, Verfechter der radikalen Abkehr von den Griechen und der Griechischen Sprache; eine Forderung, die 1870 mit der Errichtung des bulgarischen Exarchats einen vorläufigen Abschluss fand. So unterrichtete dort Neofit neben Neu- und Altgriechisch noch Altbulgarisch (Altkirchenslawisch). In Samokow unterrichtete Neofit von 1827 bis 1831, wobei er 1829, als nach dem Frieden von Adrianopel der Bischof Ingnatij ermordet wurde, die Stadt kurzfristig verließ.
Nach seiner Zeit in Samokow zog sich Neofit Rilski erneut ins Rila-Kloster zurück, wo er an der dortigen Klosterschule unterrichtete. So wurde er Zeuge jenes Brandes, der am 13. Januar 1833 das Kloster fast vollständig vernichtete. Danach reiste Neofit mit anderen Mönchen im Auftrag des Klosters nach Konstantinopel, wo er erfolgreich den ökumenischen Patriarchen mit der Bitte um Genehmigung eines Neubaus ersuchte. So begann der ökumenische Patriarch Konstantin I. bereits im März 1833 eine Stiftungsaktion für das Kloster und setzte sich beim Sultan für den Neubau ein. Im Juli des gleichen Jahres wurde dann der Bauantrag durch einen Sultanferman (Dekret) genehmigt. So trug Neofit Rilski in der Epoche der bulgarischen Aufklärung maßgeblich zum Wiederaufbau des Klosters bei, was eine Anstrengung von nationaler Bedeutung wurde, sodass das Kloster heute als Nationalheiligtum geehrt wird.
Nach seiner Rückkehr von Konstantinopel ins Rila-Kloster wurde Neofit von der Klosterleitung als Priesterlehrer ins Metoch (ein kleines Kloster, welches einem anderen Kloster untergeordnet ist) von Kasanlak geschickt. In Kasanlak traf er auf Ilarion Makariopolski, den späteren Bischof von Tarnowo, der ihn in Kontakt mit Wasil Aprilow brachte. 1834 nahm Neofit die Bitte der aus Gabrowo stammenden und in Odessa lebenden Kaufleute Aprilow und Nikolaj Pasalusow an, an einer nach dem Bell-Lancasterschen Schulsystem neu errichteten Schule zu unterrichten. Diese Schulform sah vor, dass erfahrenere Schüler jüngere unterrichten sollten und so allmählich zu Hilfslehrern heranwuchsen. Die Schule sollte in Gabrowo, der Heimatstadt der Kaufleute, eröffnet werden und auf den Erfahrungen des russischen Schulwesens beruhen. Dafür zog Neofit nach Bukarest, wo er die Lancaster-Methode an einer bekannten griechische Schule studierte.
Die Eröffnung der Schule in der Kaufmannsstadt Gabrowo am 2. Januar 1835 stelle Neofit vor ein großes Problem: das Fehlen von Lehrmaterialien in bulgarischer Sprache. Zwar wurde bereits 1824 von Petar Beron die erste Fibel in neubulgarischer Sprache veröffentlicht, doch war sie mehr eine Enzyklopädie als ein Lehrbuch. So schrieb Neofit 1835 die Lehrbücher selbst, darunter die erste bulgarische Grammatik. Diese Lehrbücher (Tafeln für gegenseitiges Lernen; Fibel, Auszug aus den Tafeln für gegenseitiges Lernen; Bulgarische Grammatik) wurden mit der Hilfe von Michail German in der serbischen Stadt Kragujevac gedruckt. Sie zählen neben der Fibel von Petar Beron zu den ersten Lehrbüchern der neubulgarischen Sprache.
So vollzog der Mönch Neofit mit der Eröffnung der Gabrowo Gesamtgrundschule (bulg. Габровско взаимно училище – wörtlich: Gabrowoer gegenseitige Schule) sowohl den Wandel von der einfachen theologisch geprägten Schulbildung zu einer weltlichen, als auch die Abkehr von der im Alltag dominierenden griechischen Sprache. Diese Systemerneuerung wurde zum Vorbild der bulgarischen Schulen im Osmanischen Reich, und so wurden bis 1845 insgesamt 17 neue Schulen dieses Typus eröffnet. Auch die bereits existieren Klosterschulen führten nach und nach die neue Schulform ein und so sehen einige Wissenschaftler in der Einführung der neubulgarischen Sprache in den „Volksschulen“ den maßgeblichen Impuls für die bulgarische Befreiungsbewegung. 1836 fertigte er den ersten Globus mit bulgarischer Bezeichnung der geographischen Orte.
Erst in den 1850er Jahren, infolge der Tanzimat-Reformen von Midhat Pascha, versuchte das Osmanische Reich durch eine staatlich gelenkte Schulreform Einfluss auf die Bildung der Bulgaren zu nehmen, was jedoch scheiterte. Zu diesem Zeitpunkt hatte sich die von Neofit Rilski eingeführte Schulform bereits bei der bulgarischen Bevölkerung durchgesetzt.
In Gabrowo übersetzte Neofit Rilski das Neue Testament ins Bulgarische. Dort blieb er nur zwei Jahre, bis er sich Anfang 1837 in die Athos-Klöster zu weiteren Studien zurückzog. Im September des gleichen Jahres kam er einer Bitte der Kaufleute von Kopriwtschiza nach und wurde Leiter der dortigen neu gegründeten bulgarischen Schule. Kopriwtschiza war wie Gabrowo eine wohlhabende Stadt, deren Kaufleute bis nach Westeuropa reisten und dort ihre wirtschaftlichen Beziehungen pflegten. Sie liegt inmitten des Sredna-Gora-Gebirges und sollte mit ihrem Freiheitswillen eine wichtige Rolle während des Aprilaufstandes (1876) spielen. Unter der Leitung von Neofit Rilski konnte die Schule in Kopriwtschiza das Niveau der bereits bekannten „Gabrowo Gesamtgrundschule“ erreichen. Sie wurde bald ein Zentrum der bulgarischen Befreiungsbewegung: dort erlernte die spätere bulgarische Intelligenz das Schreiben und Lesen in ihrer Muttersprache, was zu diesem Zeitpunkt nicht selbstverständlich war. Darunter waren die Schriftsteller und Gelehrten Najden Gerow, Christo Pulekow, Sachari Kjaneski, Dimtscho Debeljanow, Petko Karawelow, sowie Revolutionären wie Ljuben Karawelow und Georgi Benkowski.
1837 publizierte Neofit Rilski die Anleitung zum Schönschreiben, bevor er 1839 ins Rila-Kloster zurückkehrte. Er wurde Sekretär des Klosters und beaufsichtigte neben seiner Lehrtätigkeit die Arbeiten beim Ausmalen und der Ausgestaltung der Innenräume der neuen Klosterkirche. In dieser Zeit entstand auch sein Porträt von Sachari Sograf (siehe oben rechts), dem berühmtesten bulgarischen Ikonen- und Freskenmaler. Unter der Leitung von Neofit entstand der Ausbau des Beinhauses des Heiligen Lukas im Rila-Kloster. Neben der Bauaufsicht und dem Unterricht schrieb er in dieser Zeit ein umfangreiches Griechisch-Bulgarisches Wörterbuch, Lehrbücher und Lehrmaterialien, die Viten des Hl. Iwan Rilski, der Heiligen Kyrill und Method und des Photios. 1840 wurde seine Übersetzung des Neuen Testaments in Smyrna (heute Izmir in der Türkei) gedruckt. Den Druck übernahm die Druckerei des Griechen Damiani, da sie seit den 1830er Jahren eine der wenigen Druckereien im Osmanischen Reich war, welche über kyrillische Drucksätze verfügte.
Die theologischen und linguistischen Leistungen von Neofit Rilski wurden auch vom ökumenischen Patriarchat in Konstantinopel gewürdigt. So wurde er 1847 Leiter der Fakultät für slawische Sprachen der renommiertesten Priesterhochschule im Osmanischen Reich, des Seminars von Chalki bei Konstantinopel. 1852 übersetzte Rilski die Fabeln von Äsop ins Bulgarische. Auf Chalki blieb Neofit bis September 1852 um sich erneut ins Rila-Kloster zurückzuziehen. In den folgenden Jahren wurde er immer wieder als Lehrer und Schuldirektor verschiedener Orte und Einrichtungen eingeladen, was er aber immer wieder ablehnte.

### Letzte Jahre

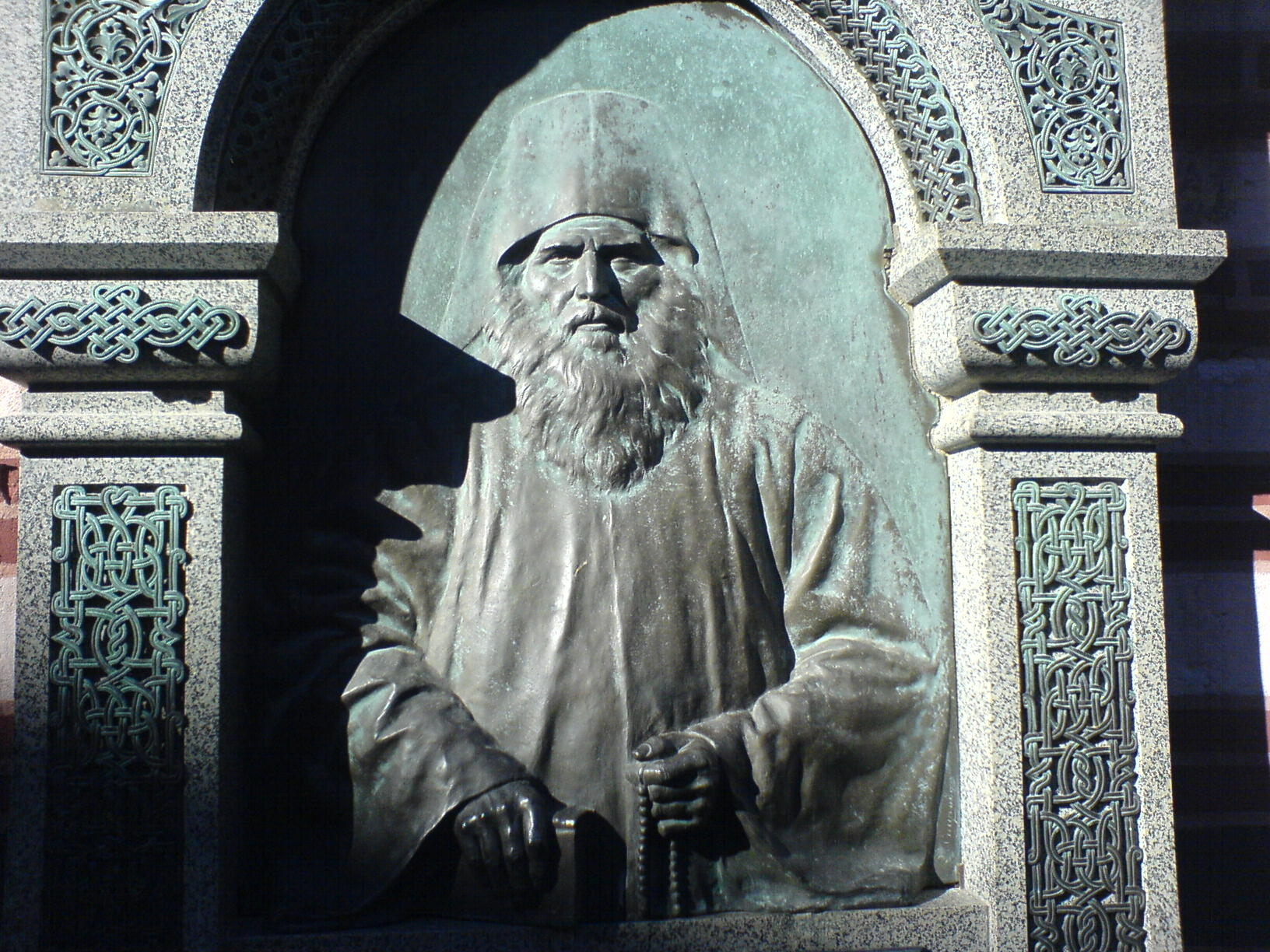
Die Grabtafel von Neofit Rilski neben der Klosterkirche

1852 kehrte Neofit Rilski ins Rila-Kloster zurück und setzte seine Aufklärungstätigkeit fort. So veröffentlichte er im selben Jahr die „Христоматия славянского язика“ („Christomatija slawjanskowo jasika“; zu dt. „Lehrbuch der Slawischen Sprache“). Von 1860 bis 1864 war Neofit Rilski Abt des Rila Klosters, wo er den Ausbau des Klosters beaufsichtigte. 1875 veröffentlichte er „Словар на българския език, изтълкуван от църковно-славянски и гръцки език“ (zu dt. etwa „Wörterbuch der bulgarischen Sprache, interpretiert aus der kirchenslawischen und griechischen Sprache“).
Er verstarb dort am 4. Januar 1881. Sein Grab befindet sich an der Außenwand der Klosterkirche und ist das einzige Grab dort. Sein Geburtshaus in Bansko wurde 1981 in ein Museum umgewandelt und ist in der Liste der 100 nationalen touristischen Objekten Bulgariens aufgelistet, die vom Bulgarischen Tourismusverband erstellt wurde.
Seit 2008 ist der Neofit Peak nach ihm benannt, ein Berg auf Smith Island in der Antarktis.

## Neofit Rilski und das bulgarische Schulsystem
In den Klosterschulen wurden anfangs als Lehrbücher vor allem kirchliche Bücher verwendet. Die Ausbildung in diesen Schulen erfolgte in mehreren Stufen. Nach dem Erlernen der Schrift lernten die Schüler große Teile aus dem Stundenbuch und aus dem Buch der Psalmen sowie die Gebete „Himmlischer König“ (bulg. „Царю небесен“), „Vaterunser“ (bulg. „Отче наш“) und „Kommt uns zu verbeugen“ (bulg. „Елате да се поклоним“). Besonderer Wert wurde im Unterricht auf das erste Gebet gelegt, da es als wichtig im Kampf gegen die Ketzer eingestuft wurde. Höhere Stufen der Ausbildung in den Klosterschulen umfassten Lesen, Erklärung und Interpretation der biblischen Texte, das Auswendiglernen der anderen Gebete und den Erwerb der Kenntnisse und Fähigkeiten zum Abschreiben religiöser Texte und Gesangbücher.
Hauptzweck der Klosterschulen war die Ausbildung von Nachwuchs für die Geistlichen. Aber auch besonders die Kinder der Handwerker und der Händler, einer Schicht, die besonderen Wert auf Bildung legte, besuchten diese Klosterschulen. Als Lehrer fungierten die gebildeteren Mönche, die sich ansonsten mit der Abschrift von Büchern befassten. Hier wurden Untertanen ausgebildet, die sich auf ihre Aufgaben als Mönche vorbereiteten, aber auch Kinder aus den benachbarten Dörfern, die Dorfgeistliche und Lehrer werden sollten.
Ende des 19. Jahrhunderts war die einfache Klosterschule die einzige bulgarische Schulbildung im Osmanischen Reich. Die Anzahl der bulgarischen Schulen lag 1750 bei 21 – 2 städtischen und 19 Dorfschulen; 1800 waren es 48 – 6 in Städten und 42 in Dörfern. 31 Jahre später, ein Jahr vor der Eröffnung der Garbower Gesamtschule stieg die Anzahl der bulgarischen Schulen auf 189, von denen nur 30 in Städten und die restlichen 156 in Dörfern errichtet wurden. Der Großteil von ihnen war in privater Trägerschaft.
So konnten die einfachen bulgarischen (Kloster)schulen mit den weltlichen griechischen Schulen, die im Zuge der Megali Idea von den Phanarioten und vom ökumenischen Patriarchat unterstützt wurden, nicht mithalten. Aus diesem Grund durchliefen viele junge Bulgaren eine Ausbildung in den bekannten griechischen Schulen in Konstantinopel, Ohrid, Kastoria oder Ioannina. Auch in einigen bulgarischen Städten wurden weltliche griechische Schulen eröffnet – Kotel, Plowdiw, Samokow, Melnik, Weliko Tarnowo, Sliwen. Als dann mit den einsetzenden Reformen im Osmanischen Reich eine aufstrebende Kaufmannsklasse unter den Bulgaren bildete, setzte ein Hellenisierungsprozess ein.

## Einführung der Lancaster-Schulmethode
Neofit Rilski war nicht der Erste, der versuchte mit der Bell-Lancasterschen Methode das bulgarische Schulsystem zu modernisieren. Die erste nennenswerte Reform im bulgarischen Schulwesen bot der Gelehrte Petar Beron, der in Heidelberg und München studierte, mit seinem Lehrbuch, die Fibel mit unterschiedlichen Belehrungen (bekannt als die Fisch-Fibel, 1824). In ihr ging der Autor nicht nur beim zu vermittelnden Lehrmaterial methodologisch vor, sondern er gab auch Anweisungen, wie dieses am besten zu erreichen ist. Beron setzte sich mit seiner Fibel gegen den theologisch-religiösen Unterricht und für die weltliche Bildung ein. Die Bildung sollte nah am Leben sein und die aufstrebenden Klassen der Kaufleute (Esnafi) unterstützten. Aus diesem Grund sollte der theologische Unterricht mit dem Erlernen der kirchenslawischen Sprache durch das Erlernen vom Realwissen, Lesen und Schreiben in der Volkssprache, Rechnen, Einführung in der Geographie und Naturwissenschaft, Ethik und Moral etc., ersetzt werden.
Den besten Weg dieses zu erreichen und umzusetzen sah Petar Beron in der Bell-Lancaster Schulmethode, die er auch in seiner Fibel erläuterte. Diese Schulform sah vor, dass erfahrenere Schüler jüngere unterrichten sollten und so allmählich zu Hilfslehrern heranwuchsen. Seine Ideen waren jedoch zu modern für seine Zeitgenossen und wurden verworfen. Sein Lehrbuch wurde lediglich als Fibel und nicht als Anleitung für bessere Lehrmethoden eingesetzt.
1828, vier Jahre nach der Herausgabe der Fisch-Fibel, eröffnete Konstantin Fotinow in Smyrna eine hellenistisch-bulgarische Schule und obwohl er die Theologie als Fach behielt, rückte er vom theologisch-religiösen Unterricht ab und erweiterte die Unterrichtsfächer um Fremdsprachen, Rechnen und Geografie. Dieses war die erste bulgarische Schule, die nach der Lancaster-Schulform unterrichtete. Die Privatschule in Smyrna konnte sich jedoch ebenfalls nicht durchsetzen, was auch am Fehlen von geeinigten Schulbüchern lag.
Erfolge beim Reformieren des bulgarischen Schulwesens konnte erst Neofit Rilski aufweisen. Im Gegensatz zu Beron und Fotinow wurde die Mission von Rilski finanziell von den Kaufleuten Wasil Aprilow und Nikolaj Pasalusow sowie der Kaufmannschaft von Gabrowo getragen. Auch das Problem des Mangels an geeinigten Schulbüchern erkannte Rilski recht früh und schrieb 1835 die benötigten Lehrmaterialien selbst, darunter die erste bulgarische Grammatik. In seinen Lehrbüchern ging Rilski wie Beron methodologisch vom leichten zum schweren Lehrmaterial vor. So ließ er im Unterricht zuerst die bulgarische Sprache erlernen und danach eine Fremdsprache. Ein Novum darunter waren auch die 66 Tabellen für das gegenseitige Lehren.
Im Unterricht setzte Neofit Rilski auf das Erlernen der bulgarischen Sprache, Lesen, Schreiben und Rechnen. Der Lehrplan war jedoch so aufgestellt, dass neben den Grundfächern noch Lehrmaterial aus anderen Fächern, wie Geschichte und Naturkunde, vermittelt werden konnte. Der theologisch-religiöse Unterricht wurde auf Grundkenntnisse reduziert. Damit errichtete der Mönch Neofit Rilski die erste weltliche bulgarische Schule und ein Vorbild für deren Verbreitung in den bulgarischen Gebieten. Sein größter Beitrag war jedoch, dass er durch die seine Grammatik die ersten Normen für das Erlernen der bulgarischen Sprache setzte. Damit schuf Rilski die erste Grundlage zur Kodifikation der neubulgarischen Sprache.

## Bulgarische Grammatik

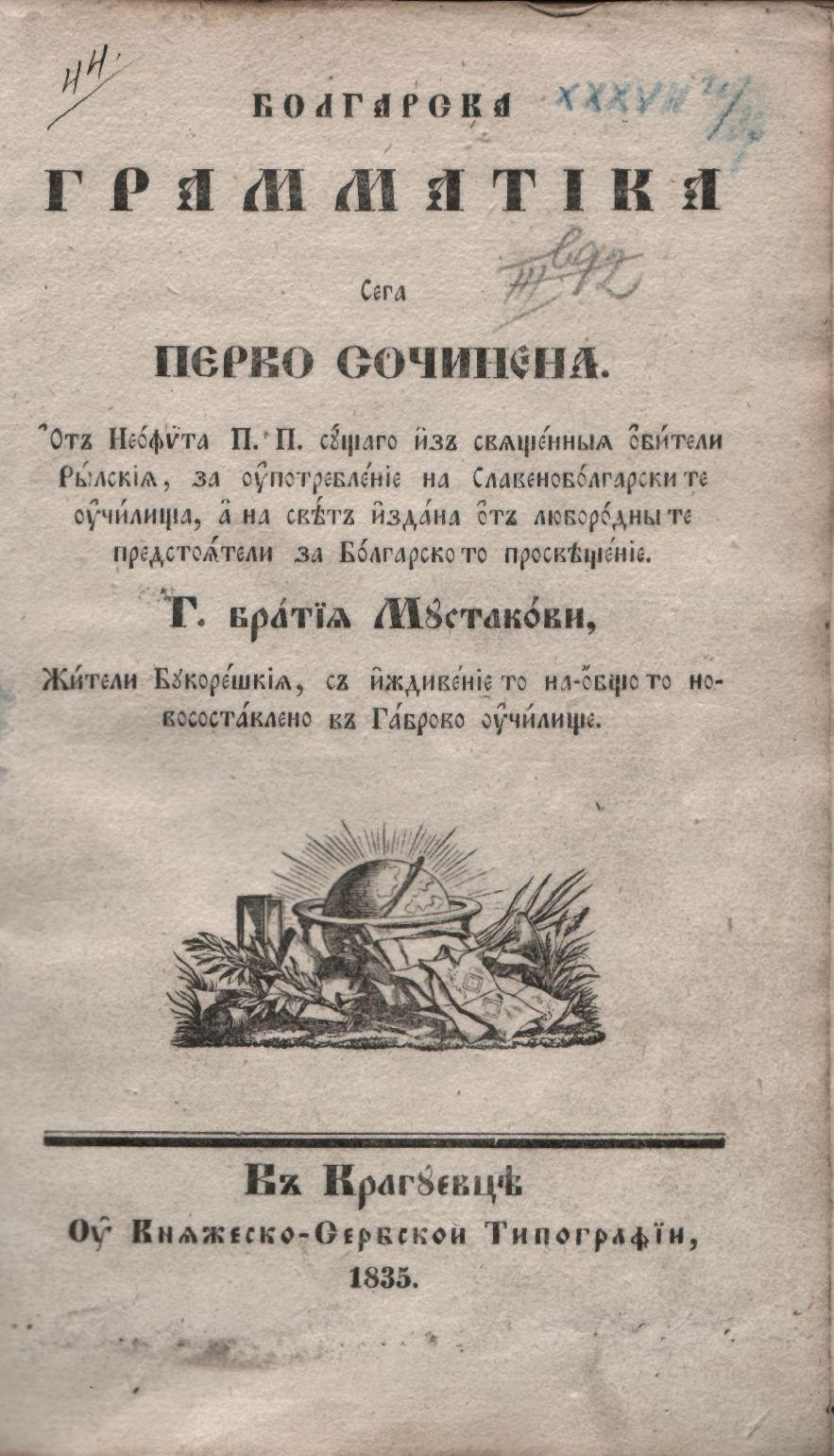
Deckblatt der „Bulgarische Grammatik“

1835 veröffentlichte Rilski im serbischen Kragujevac mehrere Schulbücher, darunter auch die „Bulgarische Grammatik“ (bulg. Болгарска Грамматика / Bolgarska Grammatika). Rilski, war überzeugt, dass nur mit einer grammatischen Theorie, die in den Grundschulen gelehrt wird, die Wiederbelebung der bulgarischen Sprache gelingen könne. In seinem Vorwort schrieb er auf Seite 3:

«Аз имах неизбежна должност да се потрудим по возможности моей да изложим настоящи те грамматически правила, собрав от различни нови и вехти славянски грамматики, за да можат нашите едноплеменни да разумеят перво на своят природный язык що е граматика и да се опознаят и подружат с музите, каквото що правят сичките народи на сегашното време. да се нарече училище онова, в което се не предава граматическо ученiе»

„Ich hatte die unausweichliche Verpflichtung, durch meine Möglichkeiten folgende grammatische Regeln darzulegen, die ich aus neuen und älteren slawischen Grammatiken zusammengesucht habe, damit unsere Landsleute in ihrer Muttersprache verstehen können was Grammatik ist, dass sie die Musen kennen und lieben mögen, so wie es alle Völker in unserer Zeit tun. [...Aus diesem Grund] darf sich eine Schule nicht als solche bezeichnen, wenn sie nicht die Grammatik vermittelt.“

Diese Grammatik wurde auf der Basis der Altbulgarischen Sprache geschrieben. Ihre Prinzipien hielt er auf den Seiten 1 bis 72 fest. Weiter beinhaltete das Lehrbuch auch ein Wörterbuch mit 216 türkischen und griechischen Wörter und deren Übersetzung in die bulgarische oder russische Sprache.
Die Христоматия славянского язика (/Christomatija slawjanskowo jasika; zu dt. Lehrbuch der Slawischen Sprache, 1852) erschien in Konstantinopel und diente den Studenten der Fakultät für slawische Sprachen der Priesterhochschule des Priesterseminars von Chalki als Lehrbuch. So wurden die Seiten bis 357 in russischer Sprache geschrieben. Alle Wörter wurden mit der griechischen Entsprechung und Beispielen für deren Gebrauch am Ende des Buches erläutert.

## Schriften
In seinen früheren Werken und den Lexika verwendete Neofit Rilski, wie Konstantin Fotinow und die Brüder Miladinowi aus Struga, die westbulgarischen Dialekte, im Unterschied zu Petar Beron und Najden Gerow und den von diesen verwendeten ostbulgarischen Dialekte. In seinen Hauptwerken betrachtete Rilski die Altkirchenslawische Sprache als gleichbedeutend mit dem Altbulgarischen und versuchte bei der Herausbildung der Neubulgarischen Sprache die ost- und westbulgarischen Dialekte zu vereinen.
- Стiхи надгробнiи с красноречiем обясняющим имя и епархiю обiеннаго архiерея (zu dt. Grabgedichte mit wohllautenden Erklärungen des Namens und des Bistums des getöteten Bischofs, 1829)
- Взаимоучителни таблици (zu dt. Tabellen für das gegenseitiges Lehren, 1835)
- Буквар, извлечен от взаимоучителните таблици (1835)
- Свещенний краткий катехизис (zu dt. Kurzer Heiliger Katechismus, 1835)
- Кратко и ясное изложение (zu dt. Kurze und deutliche Darlegung, 1835)
- Болгарска граматика (zu dt. Bulgarische Grammatik, 1835)
- Краснописание (zu dt. Anleitung zum Schönschreiben, 1837)
- Аритметика (zu dt. Arithmetik, 1851)
- Die Fabeln von Äsop (Übersetzung aus dem Griechischen 1852)
- Христоматия славянского язика (zu dt. Lehrbuch der Slawischen Sprache, 1852)
- Словар на българския език, изтълкуван от църковно-славянски и гръцки език (Wörterbuch der bulgarischen Sprache, interpretiert aus der kirchenslawischen und griechischen Sprache, 1875)
- Описание болгарскаго священнаго монастира Рилскаго (zu dt. Beschreibung des heiligen bulgarischen Rila Klosters, 1879)